# Eurynorhynchus pygmeus
Eurynorhynchus pygmeus е вид птица от семейство Бекасови (Scolopacidae), единствен представител на род Eurynorhynchus. Видът е критично застрашен от изчезване.

## Разпространение
Видът е разпространен в Бангладеш, Виетнам, Индия, Китай, Малайзия, Мианмар, Русия, Северна Корея, Сингапур, Тайланд, Филипините, Хонконг, Шри Ланка, Южна Корея и Япония.